# متحف النويصر للتراث
متحف النويصر للتراث أحد متاحف منطقة الجوف شمال المملكة العربية السعودية، يقع المتحف في دومة الجندل , أسسه علي بن نويصر الحسن، يشغل المتحف مبنى الامارة القديم بجانب قلعة مارد.

## أجزاء المتحف
يحتوي صالتين وخيمة تراثية وثلاث غرف وسوق شعبي لبيع التراث من سبع غرف . الصالتين عرض بها العمـلات والمسكوكات القديمة والمصاحف والحلي والسيوف والبنادق والدروع والسـجاد وأدوات الحياكة وأدوات الضيافة والقهوة العربية وأدوات الزراعة، بالإضافة إلى خيمة تراثية متكاملة وثلاث غرف بها محنطات ومتحجرات، والسوق الشعبي عرضت به الطوابع والعملات وقطع تراثية وشعبية متنوعة.